# Cuphodes zophopasta
Cuphodes zophopasta là một loài bướm đêm thuộc họ Gracillariidae. Nó được tìm thấy ở Queensland.